# Pilotos
Pilotos är en ort i Mexiko.   Den ligger i kommunen Asientos och delstaten Aguascalientes, i den centrala delen av landet, 400 km nordväst om huvudstaden Mexico City. Pilotos ligger 2 036 meter över havet och antalet invånare är 1 331.
Terrängen runt Pilotos är huvudsakligen platt, men söderut är den kuperad. Runt Pilotos är det tätbefolkat, med 276 invånare per kvadratkilometer. Närmaste större samhälle är Villa Juárez, 13,0 km nordväst om Pilotos. Trakten runt Pilotos består i huvudsak av gräsmarker.